# カポウティ
カポウティ(Capote)とはアメリカの競走馬、種牡馬。主な勝ち鞍に1986年のブリーダーズカップ・ジュヴェナイル、ノーフォークステークス。1986年のエクリプス賞最優秀2歳牡馬に選出された。

## 経歴
- 特記事項なき場合、本節の出典はEQIBASE[1]

1986年9月1日、デルマー競馬場でのメイドン競走でデビューし、11着。2戦目で勝ち上がると、続くノーフォークステークスで重賞初出走にしてG1競走を制覇。11月のブリーダーズカップ・ジュヴェナイルも制し、2歳時は4戦3勝の成績でエクリプス賞最優秀2歳牡馬に選ばれた。
3歳を迎えて初戦のG2競走ゴーサムステークスで4着、続くウッドメモリアルステークスも4着に終わり、ケンタッキーダービーでは競走中止に終わった。8月に復帰するもアローワンス競走に3戦使われただけで未勝利に終わった。

## 引退後
引退後はカルメットファームで種牡馬入りし、カルメットファームの破産後の1991年12月24日にスリーチムニーファームに移動。所有権自体は半分がモーベンファームに売却されたが、従来からの馬主であるビール、フレンチ、クラインの3氏も残り半分の権利を所有していた。その1991年には、フレシュマンサイアーかつ種牡馬ランキングの2歳部門で2位につけた。2003年8月に脊髄に神経系の病気を発症し、11月に種牡馬を引退。その後はスリーチムニーズファームで余生を過ごし、脊椎の手術も特に行われなかったものの食欲などに変化はなかった。やがて持病が悪化し、2007年8月24日に安楽死処分が取られた。

### 主な産駒
- 1989年産
  - Agincourt（フューチュリティステークス）[3][4]
  - Surfing Home（J&Bメトロポリタンステークス（南アフリカ））[3][5]
- 1992年産
  - ダンツダンサー（函館3歳ステークス）[6]
- 1993年産
  - Matty G（ハリウッドフューチュリティ）[3][7]
  - Capote Belle（テストステークス）[3][8]
- 1994年産
  - ボストンハーバー（ブリーダーズカップ・ジュヴェナイル）[3][9]
- 1995年産
  - セレクトグリーン（根岸ステークス）[3][10]
- 1997年産
  - ティエッチグレース（BSN賞、バーデンバーデンカップ）[3][11]
- 1998年産
  - ストロングボス（二十四万石賞2回、建依別賞）[12]

### 母の父としての主な産駒
- 1997年産
  - Dixie Union（父Dixieland Band：ハスケル招待ハンデキャップ、マリブステークス）[13]
- 2001年産
  - ナムラリュージュ（父サクラチトセオー：阪神スプリングジャンプ）[14]
- 2003年産
  - Latent Heat（父Maria's Mon：マリブステークス）[15]
- 2004年産
  - Johnny Eves（父Skimming：マリブステークス）[16]
  - Mission Critical（父Fantastic Light：ニュージーランドインターナショナルステークス）[17]
  - フェラーリピサ（父Touch Gold：兵庫チャンピオンシップ、エルムステークス、根岸ステークス）[18]
- 2006年産
  - Cat Moves（父Tale of the Cat：プライオレスステークス、テストステークス）[19]
- 2007年産
  - Line of David（父Lion Heart：アーカンソーダービー）
- 2008年産
  - Her Smile（父Include：プライオレスステークス）[20]
  - Teddy's Promise（父Salt Lake：ラブレアステークス。マイラプソディの母）[21]
- 2009年産
  - カポーティスター（父ハーツクライ：日経新春杯）[22]
- 2013年産
  - セイウンコウセイ（父アドマイヤムーン：高松宮記念、函館スプリントステークス）[23]

## 血統表
| カポウティ(Capote)の血統             | カポウティ(Capote)の血統                                                                                 | カポウティ(Capote)の血統                                                                                 | （血統表の出典）                                                                                         | （血統表の出典） |
| 父系                                 | シアトルスルー系                                                                                         | シアトルスルー系                                                                                         | シアトルスルー系                                                                                         | [ § 2 ]          |
| 父 Seattle Slew 1974 黒鹿毛 アメリカ | 父の父Bold Reasoning 1968 黒鹿毛 アメリカ                                                                | Boldnesian                                                                                               | Bold Ruler                                                                                               | Bold Ruler       |
| 父 Seattle Slew 1974 黒鹿毛 アメリカ | 父の父Bold Reasoning 1968 黒鹿毛 アメリカ                                                                | Boldnesian                                                                                               | Alanesian                                                                                                |                  |
| 父 Seattle Slew 1974 黒鹿毛 アメリカ | 父の父Bold Reasoning 1968 黒鹿毛 アメリカ                                                                | Reason to Earn                                                                                           | Hail to Reason                                                                                           | Hail to Reason   |
| 父 Seattle Slew 1974 黒鹿毛 アメリカ | 父の父Bold Reasoning 1968 黒鹿毛 アメリカ                                                                | Reason to Earn                                                                                           | Sailing Home                                                                                             |                  |
| 父 Seattle Slew 1974 黒鹿毛 アメリカ | 父の母My Charmer 1969 鹿毛 アメリカ                                                                      | Poker | Round Table                                                                                              | Round Table      |
| 父 Seattle Slew 1974 黒鹿毛 アメリカ | 父の母My Charmer 1969 鹿毛 アメリカ                                                                      | Poker | Glamour                                                                                                  |                  |
| 父 Seattle Slew 1974 黒鹿毛 アメリカ | 父の母My Charmer 1969 鹿毛 アメリカ                                                                      | Fair Charmer                                                                                             | Jet Action                                                                                               | Jet Action       |
| 父 Seattle Slew 1974 黒鹿毛 アメリカ | 父の母My Charmer 1969 鹿毛 アメリカ                                                                      | Fair Charmer                                                                                             | Myrtle Charm                                                                                             |                  |
| 母 Too Bald 1964 黒鹿毛 アメリカ     | 母の父Bald Eagle 1955 黒鹿毛 アメリカ                                                                    | Nasrullah                                                                                                | Nearco                                                                                                   | Nearco           |
| 母 Too Bald 1964 黒鹿毛 アメリカ     | 母の父Bald Eagle 1955 黒鹿毛 アメリカ                                                                    | Nasrullah                                                                                                | Mumtaz Begum                                                                                             |                  |
| 母 Too Bald 1964 黒鹿毛 アメリカ     | 母の父Bald Eagle 1955 黒鹿毛 アメリカ                                                                    | Siama | Tiger | Tiger            |
| 母 Too Bald 1964 黒鹿毛 アメリカ     | 母の父Bald Eagle 1955 黒鹿毛 アメリカ                                                                    | Siama | China Face                                                                                               |                  |
| 母 Too Bald 1964 黒鹿毛 アメリカ     | 母の母Hidden Talent 1956 鹿毛 アメリカ                                                                   | Dark Star                                                                                                | Royal Gem                                                                                                | Royal Gem        |
| 母 Too Bald 1964 黒鹿毛 アメリカ     | 母の母Hidden Talent 1956 鹿毛 アメリカ                                                                   | Dark Star                                                                                                | Isolde                                                                                                   |                  |
| 母 Too Bald 1964 黒鹿毛 アメリカ     | 母の母Hidden Talent 1956 鹿毛 アメリカ                                                                   | Dangerous Dame                                                                                           | Nasrullah                                                                                                | Nasrullah        |
| 母 Too Bald 1964 黒鹿毛 アメリカ     | 母の母Hidden Talent 1956 鹿毛 アメリカ                                                                   | Dangerous Dame                                                                                           | Lady Kells                                                                                               |                  |
| 母系(F-No.)                          | (FN:21-a)                                                                                                | (FN:21-a)                                                                                                | (FN:21-a)                                                                                                | [ § 3 ]          |
| 5代内の近親交配                      | Nasrullah 5 × 5 × 3 × 4 = 25.00%、Striking・Busher 5 × 5 = 6.25%（父内）、Bull Dog 5 × 5 = 6.25%（母内） | Nasrullah 5 × 5 × 3 × 4 = 25.00%、Striking・Busher 5 × 5 = 6.25%（父内）、Bull Dog 5 × 5 = 6.25%（母内） | Nasrullah 5 × 5 × 3 × 4 = 25.00%、Striking・Busher 5 × 5 = 6.25%（父内）、Bull Dog 5 × 5 = 6.25%（母内） | [ § 4 ]          |
| 出典                                 | 1. 2. 3. 4.                                                                                              | 1. 2. 3. 4.                                                                                              | 1. 2. 3. 4.                                                                                              | 1. 2. 3. 4.      |

- 半兄にエクセラー[3]、その他のほかの近親馬にブロードブラッシュ[25]。